# Stadion Olimpijski w Berlinie
Stadion Olimpijski w Berlinie (niem. Olympiastadion Berlin) – stadion sportowy (piłkarsko–lekkoatletyczny) zlokalizowany w berlińskiej dzielnicy Charlottenburg, na którym rozgrywane są mecze Pucharu Niemiec oraz Bundesligi.

## Historia

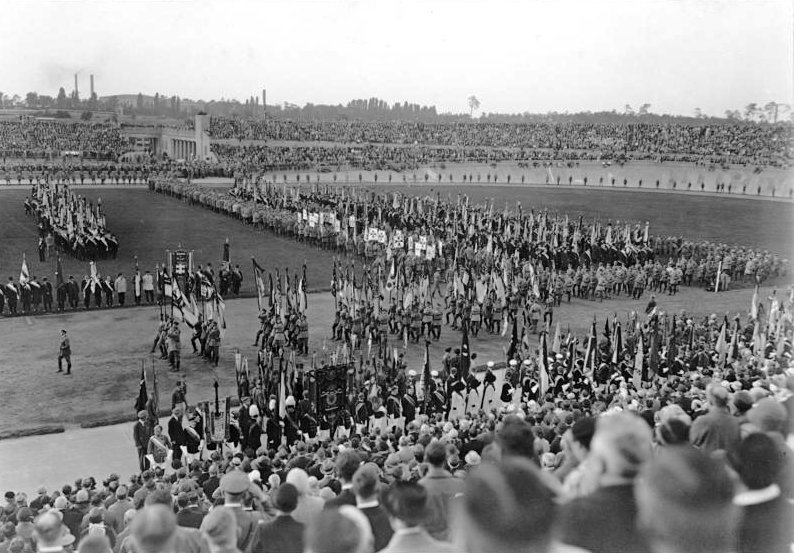
Poprzedni stadion

Obiekt powstał w latach 1934–1936 w miejscu Deutsches Stadion. Nowy stadion wybudowano z myślą o Letnich Igrzyskach Olimpijskich w 1936 r. Projektantem areny był Werner March.
W 1936 projekt został ukończony i na nowo oddanym stadionie odbyły się Igrzyska Olimpijskie. Podczas II wojny światowej obiekt ucierpiał w niewielkim stopniu, zaś po wojnie służył jako główna kwatera brytyjskich wojsk okupacyjnych.
Oprócz zastosowania jako stadion lekkoatletyczny, Olympiastadion cechują również silne tradycje piłkarskie. Był, i jest obecnie, obiektem klubu Bundesligi Hertha BSC. Na Mistrzostwach Świata w 1974 r. rozegrano tutaj 3 mecze. Po renowacji w 2004 służy jako obiekt piłkarski dla zespołu Hertha BSC oraz pole do gry w futbol amerykański klubu Berlin Thunder, grającego w NFL Europa.
W czasie Mistrzostw Świata w 2006 r. rozegrano tutaj 6 meczów, w tym finał. Po przebudowie według projektu biura GMP ostateczna pojemność stadionu wynosi 74 228 miejsc, co stawia go na trzecim miejscu w Niemczech za Signal Iduna Park w Dortmundzie oraz Allianz Arena w Monachium.
W 2009 r. na stadionie odbyły się 12. mistrzostwa świata w lekkiej atletyce.

## Mecze

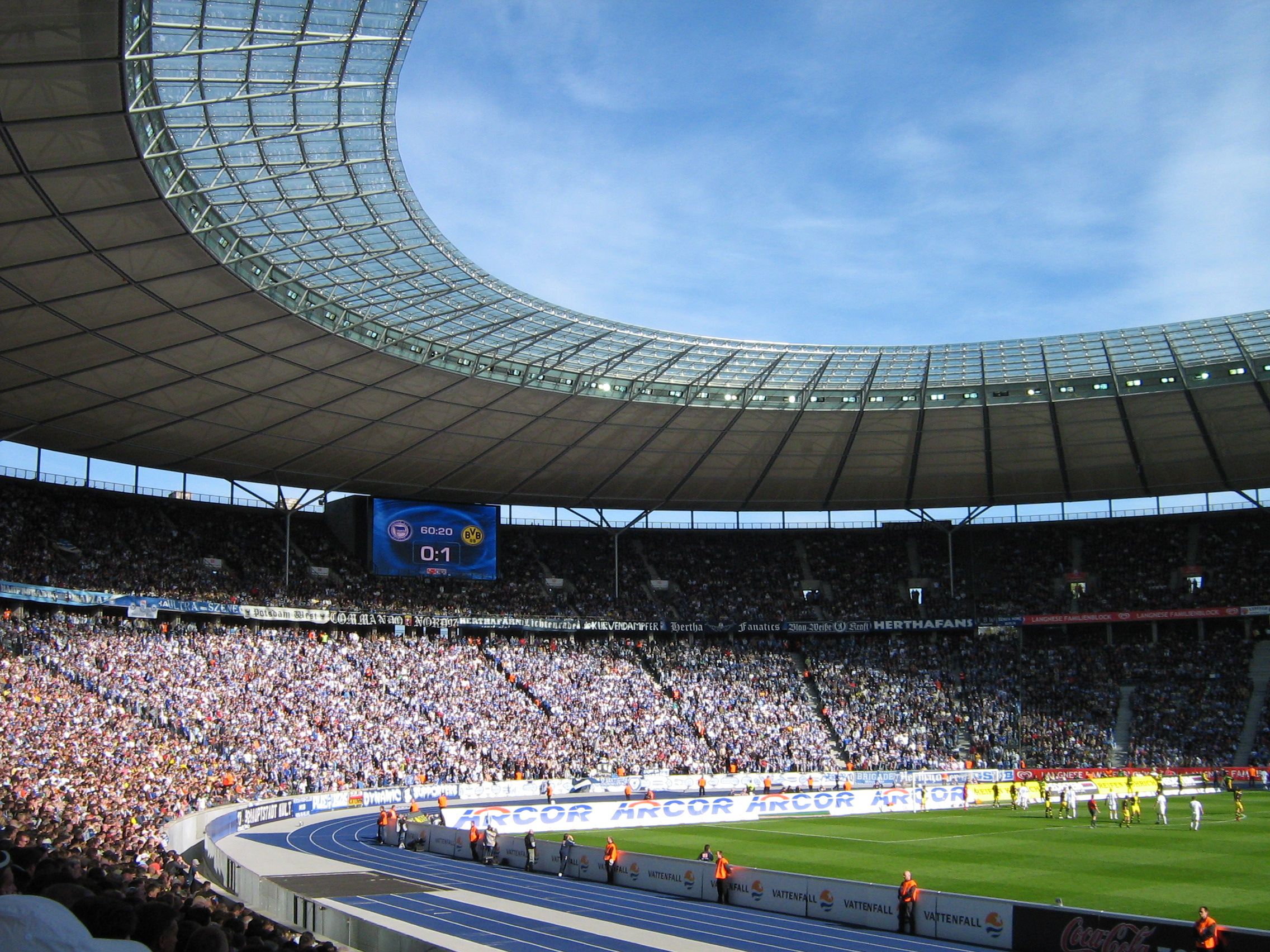
Mecz niemieckiej Bundesligi między Borussią Dortmund a Herthą Berlin w 2007

Na stadionie są rozgrywane mecze Bundesligi oraz nieprzerwanie od 1985 finały Pucharu Niemiec. W 2013 stadionowi został przyznany tytuł do organizacji Finału Ligi Mistrzów UEFA w 2015 r. W 2024 r. na stadionie odbywał się finał Mistrzostw Europy 2024.

## Koncerty
W 2008 odbył się jeden z największych koncertów amerykańskiej piosenkarki Madonny w ramach jej trasy koncertowej Sticky & Sweet Tour. Natomiast w 2009 swój jeden z największych koncertów podczas trasy promującej album Sounds of the Universe zagrała brytyjska grupa Depeche Mode (koncert został wyprzedany, obejrzało go ponad 70 tys. osób).

## Msze papieskie
Dwukrotnie na Stadionie Olimpijskim odbyły się msze pod przewodnictwem papieża: w 1996 mszę sprawował Jan Paweł II, a w 2011 – pochodzący z Niemiec – Benedykt XVI.

## Galeria

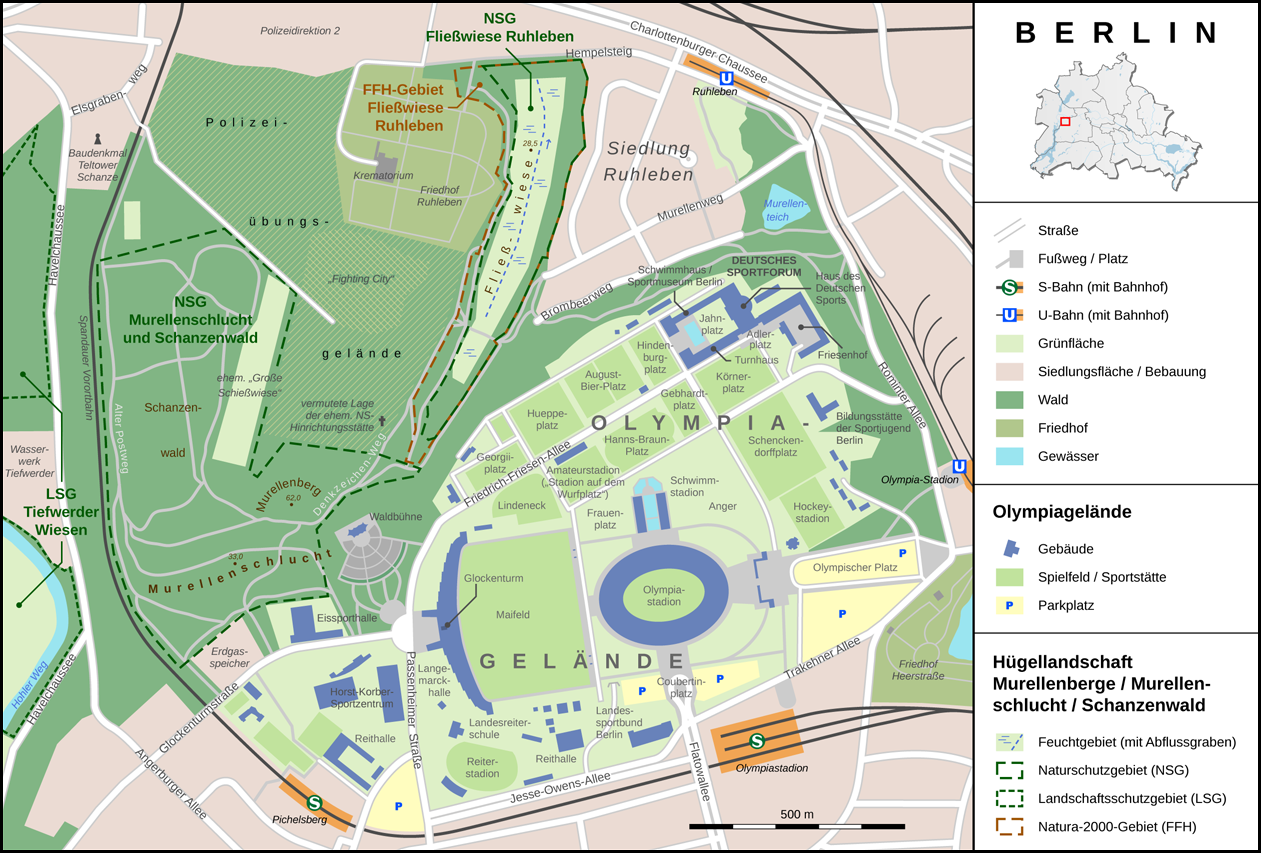
Zagospodarowanie okolic przyległych do stadionu
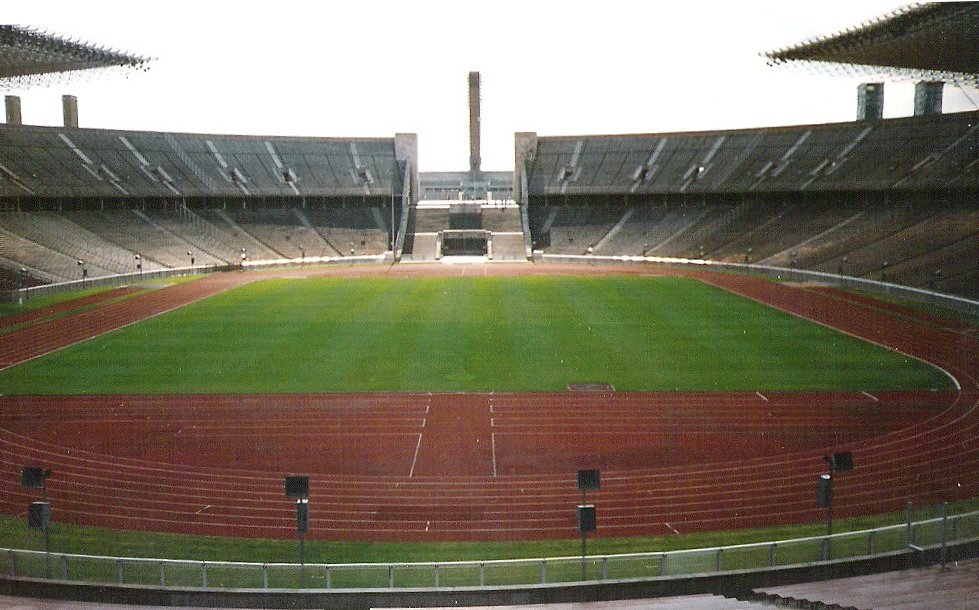
Stadion Olimpijski w Berlinie przed przebudową
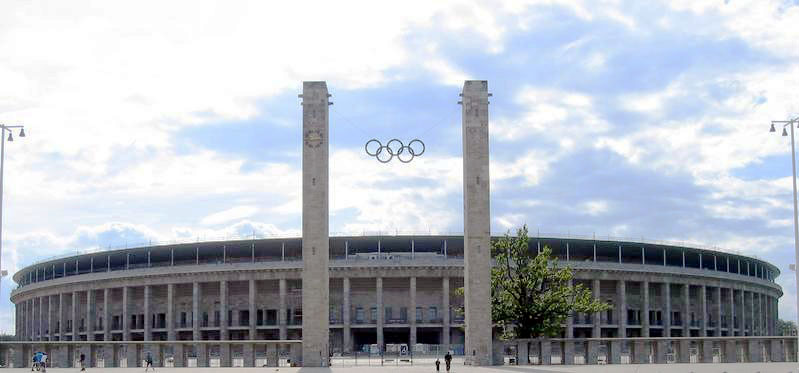
Charakterystyczne wieże przed wejściem na stadion
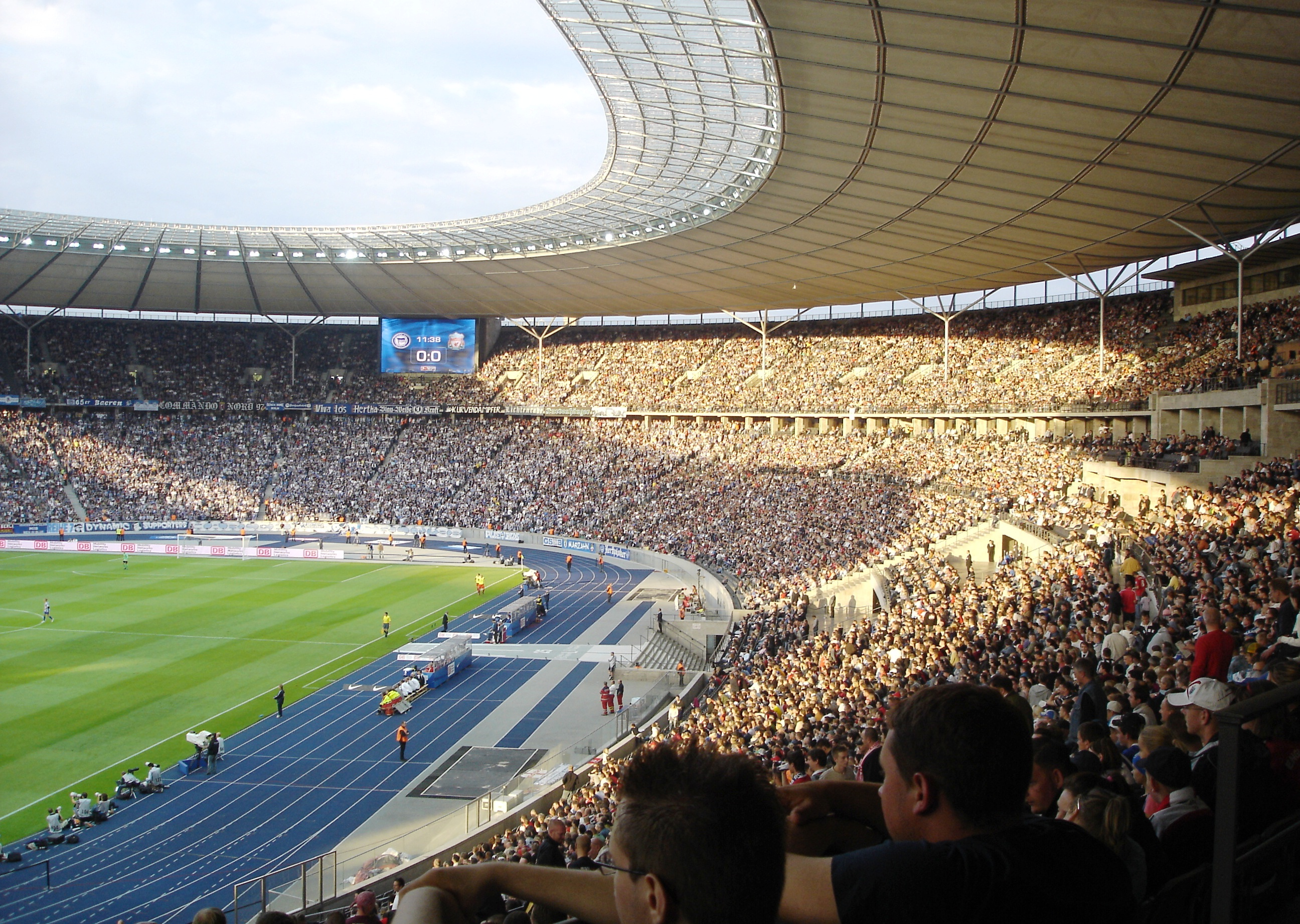
Stadion Olimpijski wypełniony po brzegi podczas meczu Hertha BSC – Liverpool F.C.

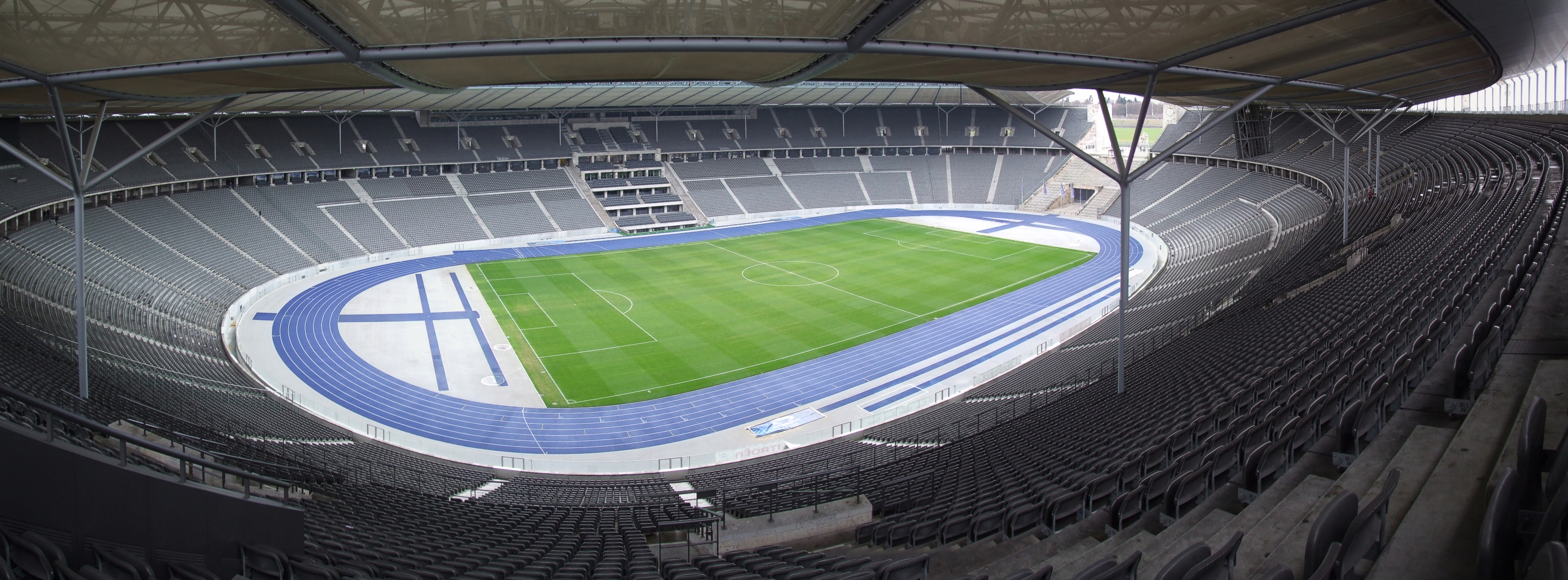
Panorama stadionu